# Les Gets
Les Gets település Franciaországban, Haute-Savoie megyében. Lakosainak száma 1227 fő (2022. január 1.). Les Gets La Côte-d’Arbroz, Morzine, Taninges és Verchaix községekkel határos.
A település, egyben sí- és turistaközpont a Gets-hágó (Col des Gets) hágó tetején fekszik, 1170 m magasságban. A hágó átjárást biztosít Chablais történelmi régió és a Faucigny hegyvidék között.

## Népesség
A település népességének változása:
| Lakosok száma | 1258 | 1251 | 1296 | 1239 | 1227 | 1215 | 1224 | 1223 | 1227 |
|               | 2013 | 2015 | 2016 | 2017 | 2018 | 2019 | 2020 | 2021 | 2022 |